# Garde nationale du Mali
La garde nationale du Mali est une des composantes des Forces armées maliennes. Placée sous l'autoritée du ministère de la défense, elle est mise à disposition du ministre chargé de la Sécurité.

## Histoire

### Époque coloniale
La garde nationale trace ses origines depuis le corps des gardes indigènes à pied, créé au Soudan français le 11 juillet 1894. Ce corps devient le corps des gardes régionaux en novembre de la même année, puis ses soldats deviennent les gardes cercles territoriaux, gardes goumiers.

### Indépendance
À l'indépendance du Mali, elle devient la garde autonome du Mali, disposant de 540 hommes, chargés de sécuriser le Nord du Mali. Elle est renommée garde républicaine et goum du Mali en 1971. Elle porte son nom actuel depuis 1994.

### Rébellions touarègues
Elle participe aux deux guerres contre le Burkina Faso (1974 et 1985) et à la lutte contre toutes les rébellions touarègues. En 1993, 1996 et 2006, les anciens rebelles intègrent pour certains la garde nationale. Pendant la guerre du Mali, la garde nationale reçoit le soutien de la Mission de soutien aux capacités de sécurité intérieure maliennes.

## Objectifs
Elle a pour but :

« - la sécurité des institutions, des autorités politiques et administratives ;

– le service des prisons;

– la police générale des collectivités territoriales ;

– la sécurité publique et le maintien de l’ordre public;

– la surveillance du territoire ;

– de participer aux opérations de paix et d’assistance humanitaire;

– de contribuer aux actions de développement économique, social et culturel. »

## Organisation
La garde nationale est présente dans toutes les collectivités territoriales maliennes. Elle compte environ  12 000 hommes.
Elle est constituée autour d'un état-major basé à N’Tomikorobougou (quartier  de Bamako) et de vingt groupements territoriaux, répartis dans chacune des régions et district de Bamako.,
La garde nationale compte également un groupement de maintien de l’ordre (GMO) à Bamako, Un groupement d'intervention à Bamako Rive droite, deux groupements d'intervention rapide à Kangaba et à Kolokani enfin trois nouveaux groupements Tactique d’intervention GTI ( Scorpion , Tama et Nampe) sont créés mais avec comme périmètre d'intervention tout le territoire, six compagnies méharistes et enfin le Groupement Spécial de la Sécurité Présidentielle (GSSP), chargé de protéger le palais de Koulouba.

### Unités méharistes
Dans les années 1990, des unités méharistes sont reformées, avec l'aide d'anciens militaires méharistes locaux ou français des compagnies méharistes sahariennes. Six compagnies sont créées, dont la mission est le renseignement et non le combat. Elles se délitent lors des rébellions touarègues de 2007 et de 2012. À la fin des années 2010, les unités méharistes sont affectées aux missions « Patrouilles d’Intervention Rapide Terrestre » (PIRATE).

### Commandants de la garde nationale
| Dates du commandement | Nom du commandant                  | Référence |
| --------------------- | ---------------------------------- | --------- |
| 1960-1969             | Lieutenant-colonel Boubacar Traoré | [ 1 ]     |
| 1969-1971             | Capitaine Baba Maiga               | [ 1 ]     |
| 1971-1983             | Lieutenant-colonel Adolphdiakité   | [ 1 ]     |
| 1983-1991             | General de Brigade Amara Danfaga   | [ 1 ]     |
| 1991-1992             | Colonel Toumani Sissoko            | [ 1 ]     |
| 1992-1994             | Colonel Sadio Gassama              | [ 1 ]     |
| 1994-2001             | Colonel Gabriel Poudiougou         | [ 1 ]     |
| 2001-2002             | Colonel Allaye Diakité             | [ 1 ]     |
| 2002-2005             | Colonel Mamadou Adamadiallo        | [ 1 ]     |
| 2005-2011             | Colonel Broulaye Kone              | [ 1 ]     |
| 2011-2012             | Colonel-major Yamoussa Camara      | [ 1 ]     |
| 2012-2012             | Colonel Daouda Sogoba              | [ 1 ]     |
| 2012-2013             | Colonel Moussa Diawara             | [ 1 ]     |
| 2013-2015             | Colonel-major Zoumana Diawara      | [ 1 ]     |
| 2016-2020             | Général de Brigade Ouahoun Koné    | ,         |
| 2020-2023             | Général de Brigade Élisée Jean Dao | [ 13 ]    |
| 2023                  | Général de Brigade Famouké Camara  | 1         |

## Uniformes et équipement

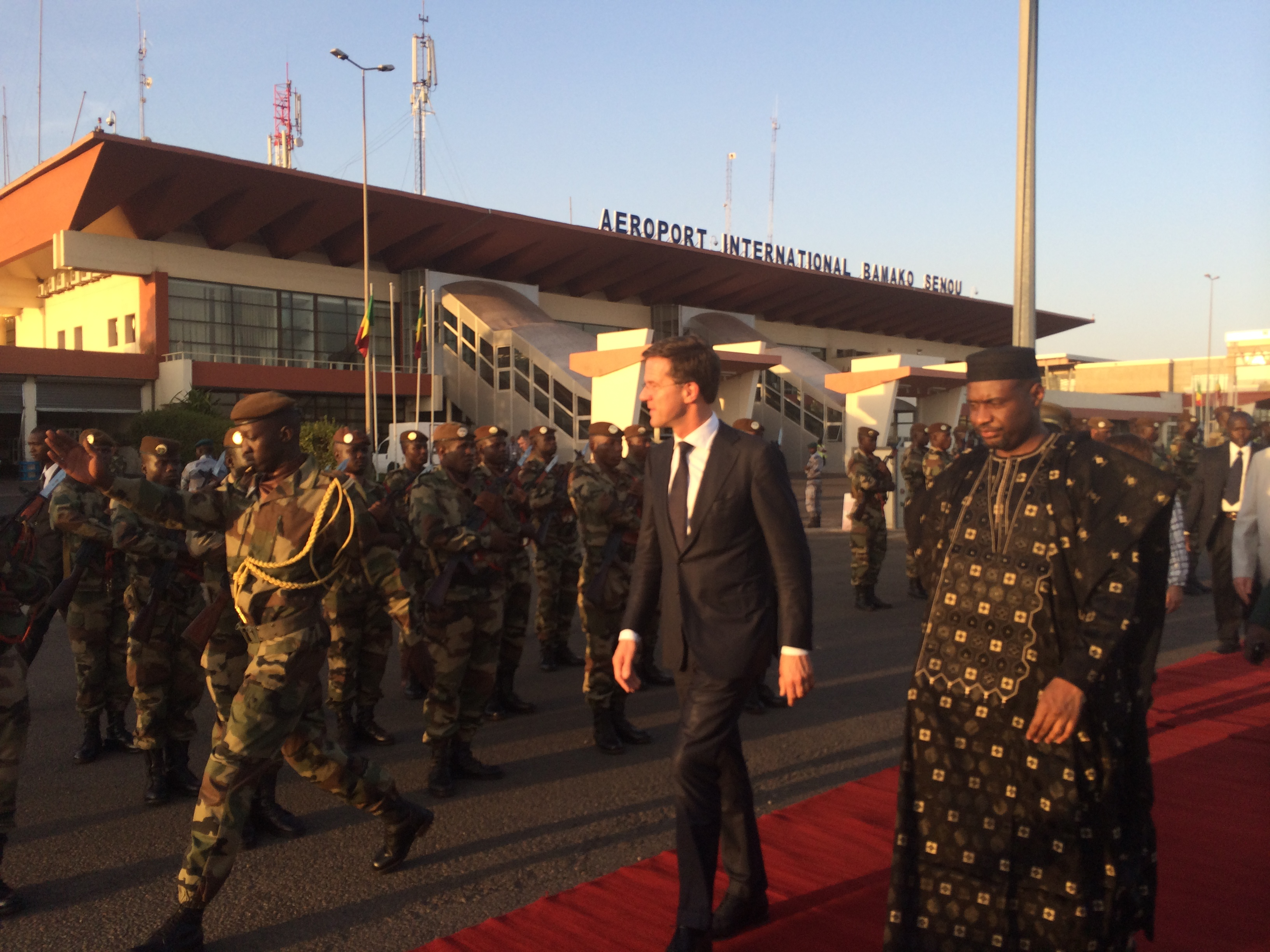
La garde nationale accueille le premier ministre néerlandais Mark Rutte à l'aéroport international de Bamako-Sénou en décembre 2014.

Portant à l'origine un chéchia rouge, le couvre-chef de la garde nationale est aujourd'hui le béret marron.
Les gardes nationaux sont équipés d'un armement assez limité, comme des fusils SKS, AK-47 et les mitrailleuses RPD et SGM.